# 佐藤裕子 (日本文学者)
佐藤 裕子（さとう ゆうこ、1957年7月28日 - ）は、日本文学研究者。フェリス女学院大学教授。博士（文学）。専門は、日本近現代文学、とくに夏目漱石。
北海道苫小牧生まれ。北海道苫小牧東高等学校を経て、1983年、関西学院大学文学部日本文学科卒業、1988年、同大学院博士課程満期退学。2001年、「漱石解読 <語り>の構造」で、関西学院大学博士（文学）。1992年、フェリス女学院大学講師、のちに助教授、教授。

## 著書
- 『漱石解読 <語り>の構造』 和泉書院〈近代文学研究叢刊〉、2000年
- 『漱石のセオリー 『文学論』解読』 おうふう、2005年
- 『主人公はいない 文学って何だろう』 フェリス女学院大学〈Ferris books〉、2009年

### 共編
- 『『坊っちゃん』事典』 今西幹一企画、増田裕美子・増満圭子・山口直孝共編、勉誠出版、2014年